# الحرس الوطني الأوكراني
الحرس الوطني الأوكراني هو الدرك الوطني الأوكراني. وهي جزء من وزارة الداخلية. تم إنشاؤه في الأصل كوكالة تحت السيطرة المباشرة للبرلمان الأوكراني في 4 نوفمبر 1991، بعد الاستقلال الأوكراني. تم حلها لاحقًا ودمجها في القوات الداخلية الأوكرانية في 11 يناير 2000 من قبل الرئيس آنذاك ليونيد كوتشما، كجزء من مخطط «توفير التكاليف». بعد الثورة الأوكرانية 2014 وسط التدخل الروسي، أعيد تأسيس الحرس الوطني وحل القوات الداخلية.